# Министерство энергетики Казахстана
Министерство энергетики Республики Казахстан (каз. Қазақстан Республикасы Энергетика министрлігі) — республиканский орган исполнительной власти Казахстана, осуществляющий формирование и реализацию государственной политики, координацию процесса управления в сферах нефтегазовой, нефтегазохимической промышленности, транспортировки углеводородов, в области добычи урана, государственного регулирования производства нефтепродуктов, газа и газоснабжения, магистрального трубопровода, электроэнергетики, теплоснабжения, в части теплоэлектроцентралей и котельных, осуществляющих производство тепловой энергии в зоне централизованного теплоснабжения, атомной энергии, развития возобновляемых источников энергии.
Данное министерство создано в ходе реорганизации правительства Республики Казахстан в августе 2014 года. Министерству переданы функции и полномочия ликвидируемых Министерства нефти и газа Казахстана, Министерства индустрии и новых технологий и Министерства окружающей среды и водных ресурсов.

## История
Министерство энергетики в Казахстане уже существовало в советские годы и первые годы независимости. Впоследствии было ликвидировано. В 2014 году энергетики Казахстана обратились к премьер-министру страны Кариму Масимову с просьбой создать в республике Министерство энергетики, так как, в республике сложилась ситуация с отсутствием координации в деятельности различных государственных органов в сфере электроэнергетики. Вопросами энергетики до создания министерства занимались различные ведомства, которые не справлялись с возложенными обязанностями.
18 марта 2025 года указом президента Казахстана Касым-Жомарт Токаева было образовано Агентство Республики Казахстан по атомной энергии, которому были переданы функции и полномочия Министерства энергетики в областях недропользования в части добычи урана, использования атомной энергии, обеспечения радиационной безопасности населения, создания и функционирования Семипалатинской зоны ядерной безопасности.

## Руководители

### Министры энергетики и электрификации Казахской ССР
1. Батуров, Тимофей Иванович (ноябрь 1962 — 1980)
2. Иванов Борис Петрович (1980—1984)
3. Казачков, Виктор Тихонович (1984—1991)

### С 1991 года
1. Энергетики и электрификации Казахской ССР Булат Нуржанов (апрель 1990 — февраль 1992)
2. Энергетики и топливных ресурсов Кадыр Байкенов (февраль 1992 — июнь 1994)
3. Энергетики и угольной промышленности Владимир Кармаков (июнь 1994 — октябрь 1994)
4. Энергетики и угольной промышленности Виктор Храпунов (март 1995 — 4 марта 1997)[4]
5. Энергетики и природных ресурсов Виктор Храпунов (4 марта — 16 июня 1997)
6. Энергетики и природных ресурсов Дюсенов Дюсембай (июнь 1997—1998)
7. Энергетики индустрии и торговли Жабагин Асыгат Асиевич (1998)
8. Энергетики индустрии и торговли Аблязов Мухтар Кабулович (апрель 1998 — октябрь 1999)
9. Энергетики индустрии и торговли Владимир Школьник (октябрь 1999 — 13 декабря 2000)[5]

Министры энергетики
1. Владимир Школьник (6 августа 2014 — 25 марта 2016)
2. Бозумбаев, Канат Алдабергенович (25 марта 2016 — 18 декабря 2019)
3. Нурлан Ногаев (16 декабря 2019 — 7 сентября 2021[6])
4. Магзум Мирзагалиев (9 сентября 2021 — 5 января 2022)
5. Акчулаков, Болат Уралович (11 января 2022 — 4 апреля 2023)
6. Алмасадам Саткалиев (4 апреля 2023 — 18 марта 2025)
7. Ерлан Аккенженов (с 19 марта 2025[7])

## Структура
На момент 16 марта 2022 года.
- Департаменты:

1. Департамент стратегического и информационного развития
2. Департамент недропользования
3. Департамент газа и нефтегазохимии
4. Департамент транспортировки и переработки нефти
5. Департамент разработки и добычи нефти
6. Департамент государственного контроля в сферах углеводородов и недропользования
7. Департамент развития электроэнергетики
8. Департамент атомной энергетики и промышленности
9. Департамент по возобновляемым источникам энергии
10. Департамент внутреннего аудита
11. Департамент бюджета и финансовых процедур
12. Департамент международного сотрудничества
13. Департамент юридической службы
14. Департамент административной работы
15. Департамент цифровизации и информатизации
16. Департамент безопасности

- Управления:

1. Управление информации и коммуникаций
2. Управление развития персонала

- Комитеты:

1. Комитет атомного и энергетического надзора и контроля Министерства энергетики Республики Казахстан

- Межрегиональное управление государственной инспекции:

1. Западное межрегиональное управление государственной инспекции в нефтегазовом комплексе
2. Южное межрегиональное управление государственной инспекции в нефтегазовом комплексе